# Crossrail
Crossrail é um projeto britânico para construir novas e importantes ligações ferroviárias no centro de Londres. No momento desta abertura, essa nova seção e duas outras rotas existentes serão oficialmente renomeadas Elizabeth line, em homenagem à Rainha Elizabeth II. Em cada extremidade do núcleo central, a linha se dividirá em dois ramais: no leste para Abbey Wood e para Shenfield em Essex, e no oeste para as estações no Aeroporto de Heathrow e para Reading em Berkshire. Parte de um dos ramais orientais, entre Liverpool Street e Shenfield, foi transferida para um serviço precursor chamado TfL Rail em maio de 2015; este precursor também assumiu o controle do Heathrow Connect em maio de 2018.
Refere-se a primeira das duas vias propostas pelo Cross London Rail Links Ltd, em torno de um túnel leste-oeste de Paddington para a Estação Liverpool Street. O segundo caminho é a linha Chelsea-Hackney.

Mapa da primeira linha de Crossrail